# 1694
Il 1694 (MDCXCIV in numeri romani) è un anno  del XVII secolo.

## Eventi
- 25 febbraio – Silvestro Valier, all'età di 63 anni, viene eletto 109º Doge della Repubblica di Venezia.
- Giugno – Il comandante di squadra francese Jean Bart davanti all'isola di Texel sconfigge una squadra di otto navi olandesi che avevano appena catturato un convoglio di centodieci navi mercantili che trasportavano, dalla Norvegia in Francia, grano acquistato da Luigi XIV per alleviare la carestia. Diventa un eroe nazionale e riceve un titolo nobiliare dal re.
- 27 luglio – Il re Guglielmo III d'Inghilterra, accogliendo la proposta del banchiere scozzese William Paterson, emana il Royal Chart che sancisce la nascita della Banca d'Inghilterra.
- 8 settembre – Il terremoto dell'Irpinia e della Basilicata causa circa 6.000 morti.

### In corso
- Guerra della Grande Alleanza (1688-1697).
- Guerra austro-turca (1683-1699)

## Nati

### Gennaio
- 3 gennaio - Paolo della Croce, presbitero italiano († 1775)
- 8 gennaio - Raffaele Chyliński, presbitero polacco († 1741)
- 11 gennaio - Francis Scott, II duca di Buccleuch, politico scozzese († 1751)
- 25 gennaio - Simone Enrico Adolfo di Lippe-Detmold, conte tedesco († 1734)

### Febbraio
- 1º febbraio - Giuseppe Spinelli, cardinale e arcivescovo cattolico italiano († 1763)

### Marzo
- 9 marzo - Giovanni Stefano Carbonelli, compositore italiano († 1772)
- 16 marzo - Christian Hilfgott Brand, pittore tedesco († 1756)
- 22 marzo - Carlo Luigi Caissotti, politico italiano († 1779)
- 24 marzo - Giuseppe Bernardi, scultore e intagliatore italiano († 1773)

### Aprile
- 3 aprile - George Edwards, ornitologo britannico († 1773)
- 6 aprile - Vincenzo Meucci, pittore italiano († 1766)
- 12 aprile - Francesco Vandelli, astronomo e matematico italiano († 1771)
- 13 aprile - Gabriele Bonomo, teologo, matematico e filosofo italiano († 1760)
- 16 aprile - Francesco Guidi, arcivescovo cattolico italiano († 1778)
- 25 aprile - Richard Boyle, III conte di Burlington, architetto inglese († 1753)
- 26 aprile - Aleksandr L'vovič Naryškin, politico russo († 1746)

### Maggio
- 7 maggio - Pierre-Jean Mariette, incisore, collezionista d'arte e storico dell'arte francese († 1774)
- 8 maggio - Étienne Lauréault de Foncemagne, scrittore e religioso francese († 1779)
- 11 maggio - Maria Teresa del Liechtenstein, principessa tedesca († 1772)
- 13 maggio - Giuseppe Longhi, francescano italiano († 1756)

### Giugno
- 4 giugno - Louis-Claude Daquin, compositore francese († 1772)
- 4 giugno - François Quesnay, economista, medico e naturalista francese († 1774)
- 10 giugno - Ottavio Antonio Bayardi, religioso, scrittore e vescovo cattolico italiano († 1764)
- 24 giugno - Jean-Jacques Burlamaqui, filosofo, giurista e scrittore svizzero († 1748)

### Luglio
- 4 luglio - Claudio Francesco Beaumont, pittore italiano († 1766)
- 7 luglio - Philipp Adolph von Münchhausen, politico tedesco († 1762)
- 11 luglio - Charles-Antoine Coypel, pittore francese († 1752)
- 12 luglio - Gustava Carolina di Meclemburgo-Strelitz, nobile tedesca († 1748)
- 16 luglio - Marcus Beresford, I conte di Tyrone, politico irlandese († 1763)
- 20 luglio - Christian Gottlieb Jöcher, bibliotecario e lessicografo tedesco († 1758)
- 21 luglio - Georg Brandt, chimico e mineralogista svedese († 1768)
- 28 luglio - Aleksandr Borisovič Buturlin, nobile e ufficiale russo († 1767)

### Agosto
- 5 agosto - Leonardo Leo, compositore italiano († 1744)
- 8 agosto - Francis Hutcheson, filosofo irlandese († 1746)
- 10 agosto - John Leveson-Gower, I conte Gower, nobile e politico inglese († 1754)
- 11 agosto - Giorgio Baffo, poeta italiano († 1768)
- 14 agosto - Henry Howard, IV conte di Carlisle, nobile e politico britannico († 1758)
- 20 agosto - Cristiana Carlotta di Württemberg-Winnental, principessa tedesca († 1729)
- 25 agosto - Theodor Stephan von Neuhoff, militare tedesco († 1756)
- 28 agosto - Carlotta Cristina di Brunswick-Wolfenbüttel, principessa tedesca († 1715)

### Settembre
- 2 settembre - Adrian Wetter, politico e mercante svizzero († 1764)
- 5 settembre - František Václav Míča, compositore ceco († 1744)
- 7 settembre - Johan Ludvig Holstein-Ledreborg, politico danese († 1763)
- 21 settembre - Alessandro Teodoro Trivulzio, III marchese di Sesto Ulteriano, nobile e politico italiano († 1763)
- 22 settembre - Philip Stanhope, IV conte di Chesterfield, nobile e politico inglese († 1773)
- 23 settembre - Giovanni Francesco Banchieri, cardinale italiano († 1763)
- 24 settembre - Praskov'ja Ivanovna Romanova, principessa russa († 1731)
- 25 settembre - Henry Pelham, politico inglese († 1754)

### Ottobre
- 4 ottobre - George Murray, generale scozzese († 1760)
- 18 ottobre - René-Louis de Voyer de Paulmy d'Argenson, scrittore francese († 1757)
- 24 ottobre - Maria Carolina del Liechtenstein, principessa austriaca († 1735)
- 26 ottobre - Johan Helmich Roman, compositore, violinista e oboista svedese († 1758)
- 27 ottobre - Marcello Crescenzi, cardinale e arcivescovo cattolico italiano († 1768)

### Novembre
- 1º novembre - Santo de Inzillo, vescovo cattolico italiano († 1755)
- 2 novembre - Giuseppe Carlo del Palatinato-Sulzbach, nobile tedesco († 1729)
- 5 novembre - Ottone Hamerani, medaglista italiano († 1761)
- 6 novembre - Francesco Maria Manzi, arcivescovo cattolico italiano († 1774)
- 10 novembre - Giovan Battista Passeri, archeologo, letterato e avvocato italiano († 1780)
- 12 novembre - Augustine Washington, militare britannico († 1743)
- 15 novembre - Ricardo Wall, militare, diplomatico e politico irlandese († 1777)
- 21 novembre - Voltaire, filosofo, drammaturgo e storico francese († 1778)
- 28 novembre - Leopoldo di Anhalt-Köthen, principe († 1728)

### Dicembre
- 2 dicembre - William Shirley, politico britannico († 1771)
- 4 dicembre - Pietro Girolamo Guglielmi, cardinale italiano († 1773)
- 10 dicembre - Vittorio Francesco, marchese di Susa, nobile italiano († 1762)
- 22 dicembre - Hermann Samuel Reimarus, filosofo e scrittore tedesco († 1768)
- 24 dicembre - Louisa Berkeley, contessa di Berkeley, nobildonna inglese († 1716)
- 28 dicembre - Česlav Vaňura, compositore ceco († 1736)

### Senza giorno specificato
- Luigi II di Melun, nobile francese († 1724)
- Bartolomeo Altomonte, pittore austriaco († 1783)
- Gottlieb Siegfried Bayer, filologo, storico e orientalista tedesco († 1738)
- Pietro Bianchi, pittore italiano († 1740)
- Hans Adolph Brorson, scrittore danese († 1764)
- Jane Capell, contessa di Essex, nobildonna inglese († 1724)
- Peter Collinson, botanico inglese († 1768)
- Nicola De Filippis, pittore italiano († 1769)
- Ivan Michajlovič Evreinov, geodeta e esploratore russo († 1724)
- Edme-François Gersaint, mercante d'arte e storico dell'arte francese († 1750)
- Jan Kryštof Handke, pittore ceco († 1774)
- Gilles Hocquart, funzionario francese († 1783)
- Jane Fenn Hoskens, scrittrice statunitense († 1764)
- William Lowther, II baronetto, politico inglese († 1763)
- Pietro Nachini, organaro italiano († 1769)
- Nicolò Palma, architetto italiano († 1779)
- Antonín Reichenauer, compositore e organista ceco († 1730)
- Angelo Benedetto Rossi, presbitero e pittore italiano († 1755)
- Federico Ernesto di Lippe-Alverdissen, nobile († 1749)
- Pietro Valguarnera, nobile, militare e politico italiano († 1779)
- Francesco Maria Zuccari, francescano, compositore e organista italiano († 1788)
- Daniel le Pelley, nobile († 1752)

## Morti

### Gennaio
- 2 gennaio - Henry Booth, I conte di Warrington, militare e politico inglese (n. 1652)
- 6 gennaio - Francesco Morosini, doge (n. 1619)
- 17 gennaio - Pierre de Guibours, storico e genealogista francese (n. 1625)
- 19 gennaio - Francesco Maria di Lorena, nobile francese (n. 1624)
- 31 gennaio - Michael Oswald von Thun-Hohenstein, conte e funzionario boemo (n. 1631)

### Febbraio
- 1º febbraio - Leonhard Baldner, naturalista tedesco (n. 1612)
- 1º febbraio - Johann Ludwig von Elderen, vescovo cattolico tedesco (n. 1620)
- 4 febbraio - Natal'ja Kirillovna Naryškina, nobile russa (n. 1651)
- 5 febbraio - Leopold Wilhelm von Königsegg-Rothenfels, nobile e politico tedesco (n. 1630)
- 6 febbraio - Dandara, rivoluzionaria brasiliana
- 9 febbraio - Anne-Marie Bigot de Cornuel, letterata francese (n. 1605)
- 17 febbraio - Antoinette Des Houlières, letterata francese (n. 1634)
- 19 febbraio - Jerzy Franciszek Kulczycki, diplomatico, nobile e imprenditore polacco
- 19 febbraio - Francis Wheler, ammiraglio inglese (n. 1656)
- 20 febbraio - Ludovico Trasi, pittore italiano (n. 1634)

### Marzo
- 5 marzo - Vittoria della Rovere, nobile italiana (n. 1622)
- 9 marzo - Aleksej Andreevič Golicyn, nobile russo (n. 1632)
- 10 marzo - Paul Fréart de Chantelou, collezionista d'arte e ingegnere militare francese (n. 1609)
- 11 marzo - Jean-Nicolas Geoffroy, compositore, clavicembalista e organista francese (n. 1633)
- 30 marzo - Francis Howard, V barone Howard di Effingham, nobile inglese (n. 1643)

### Aprile
- 4 aprile - Magdalena Sibylla von Neitschütz, nobildonna tedesca (n. 1675)
- 9 aprile - Angelo Berardi, compositore italiano
- 16 aprile - Chiara Clemenza di Maillé, nobile francese (n. 1628)
- 18 aprile - Antonio Maria Bianchi, teologo e filosofo italiano (n. 1630)
- 18 aprile - William Douglas, duca di Hamilton, nobile scozzese (n. 1634)
- 27 aprile - Giovanni Giorgio IV di Sassonia, nobile tedesco (n. 1668)

### Maggio
- 1º maggio - Maria Elisabeth Lämmerhirt,  tedesca (n. 1644)
- 4 maggio - Luigi Antonio del Palatinato-Neuburg, arcivescovo cattolico tedesco (n. 1660)
- 12 maggio - Nicolaas Marten Fierlants, pittore olandese (n. 1621)
- 17 maggio - Johann Michael Bach, musicista tedesco (n. 1648)
- 20 maggio - Robert Spencer, I visconte Teviot, politico e nobile inglese (n. 1629)
- 24 maggio - Anthony Cary, nobile e politico scozzese (n. 1656)

### Giugno
- 2 giugno - Gaspar Téllez-Girón y Sandoval, generale e politico spagnolo (n. 1625)
- 17 giugno - Philip Howard, cardinale e vescovo cattolico britannico (n. 1629)
- 24 giugno - Carlo Ciceri, cardinale e vescovo cattolico italiano (n. 1618)
- 27 giugno - Francesco Luigi di Lorena, nobile francese (n. 1623)

### Luglio
- 1º luglio - Manuel de la Torre y Gutiérrez, arcivescovo cattolico spagnolo (n. 1635)
- 2 luglio - Philip Christoph Königsmarck, militare svedese (n. 1665)
- 25 luglio - Hishikawa Moronobu, pittore e incisore giapponese (n. 1618)
- 29 luglio - Solimano di Persia,  persiano (n. 1648)

### Agosto
- 1º agosto - John Michael Wright, pittore britannico (n. 1617)
- 8 agosto - Antoine Arnauld, teologo, filosofo e matematico francese (n. 1612)
- 22 agosto - Samuele Aboab, rabbino italiano (n. 1610)
- 22 agosto - Bernardo da Offida, religioso italiano (n. 1604)
- 22 agosto - Maria Sofia De la Gardie, nobile, banchiere e imprenditrice svedese (n. 1627)
- 28 agosto - Francesco Antonio Picchiatti, architetto, ingegnere e archeologo italiano (n. 1617)
- 30 agosto - Louis de Crevant, duca di Humières, generale francese (n. 1628)

### Settembre
- 6 settembre - Francesco II d'Este, nobile italiano (n. 1660)
- 11 settembre - Alberto Mugiasca, vescovo cattolico italiano (n. 1635)
- 14 settembre - Sofia Augusta di Anhalt-Zerbst, nobile (n. 1663)
- 24 settembre - Niccolò Pietro Bargellini, patriarca cattolico e diplomatico italiano (n. 1630)
- 29 settembre - Leopoldo Ludovico del Palatinato-Veldenz, nobile tedesco (n. 1625)
- 29 settembre - Katarzyna Sobieska, nobile polacca (n. 1634)

### Ottobre
- 12 ottobre - Charles Boyle, III visconte Dungarvan, nobile e politico inglese (n. 1639)
- 13 ottobre - Johann Christoph Pezel, compositore, violinista e trombettista tedesco (n. 1639)
- 18 ottobre - Pierre Ango, fisico, matematico e gesuita francese (n. 1640)
- 20 ottobre - Cristiano II di Sassonia-Merseburg, duca (n. 1653)
- 23 ottobre - Vincenzo Gonzaga Doria, militare italiano (n. 1606)
- 26 ottobre - Samuel von Pufendorf, giurista e filosofo tedesco (n. 1632)
- 27 ottobre - Gevherhan Sultan, principessa ottomana (n. 1642)

### Novembre
- 14 novembre - Cristiano III Maurizio di Sassonia-Merseburg, duca (n. 1680)
- 22 novembre - John Tillotson, arcivescovo anglicano e teologo britannico (n. 1630)
- 23 novembre - Jean Talon, funzionario francese (n. 1626)
- 25 novembre - Ismael Bullialdus, astronomo e presbitero francese (n. 1605)
- 26 novembre - Stechinelli, politico e banchiere italiano (n. 1640)
- 28 novembre - Matsuo Bashō, poeta giapponese (n. 1644)
- 29 novembre - Marcello Malpighi, medico, anatomista e fisiologo italiano (n. 1628)

### Dicembre
- 1º dicembre - Louis Parrocel, pittore e incisore francese (n. 1634)
- 2 dicembre - Pierre Puget, scultore, pittore e architetto francese (n. 1620)
- 7 dicembre - Tiberio Fiorilli, attore teatrale italiano (n. 1608)
- 9 dicembre - Paolo Segneri, gesuita, scrittore e predicatore italiano (n. 1624)
- 11 dicembre - Ranuccio II Farnese, duca (n. 1630)
- 12 dicembre - Filippo Lauri, pittore italiano (n. 1623)
- 20 dicembre - Erasmus Finx, scrittore tedesco (n. 1627)
- 28 dicembre - Henry Arundell, III barone Arundell di Wardour, nobile e politico inglese (n. 1607)
- 28 dicembre - Maria II d'Inghilterra, regina britannica (n. 1662)
- 31 dicembre - Sigismondo III Gonzaga, nobile italiano (n. 1625)

### Senza giorno specificato
- Giovanni Francesco Bafico, religioso e poeta italiano (n. 1622)
- Antonio Carabelli, scultore svizzero (n. 1648)
- James Cecil, IV conte di Salisbury, nobile e politico britannico (n. 1666)
- Giuseppe Colombi, compositore e musicista italiano (n. 1635)
- Frans Geffels, architetto e pittore fiammingo (n. 1625)
- Catharina Regina von Greiffenberg, scrittrice austriaca (n. 1633)
- Francis Lodwick, linguista e mercante olandese (n. 1619)
- Ercole Antonio Mattioli, politico e diplomatico italiano (n. 1640)
- René Ouvrard, compositore, musicista e presbitero francese (n. 1624)
- Giovanni Peruzzini, pittore italiano
- Vincenzo Pietrosanti, scultore italiano (n. 1624)
- Giuseppe Rosa, arcivescovo cattolico italiano (n. 1635)
- Domenico Santi, pittore italiano (n. 1621)
- Cornelis van der Beck, scultore fiammingo
- Abraham van der Wenne, incisore olandese (n. 1656)
- Pieter van der Willigen, pittore fiammingo (n. 1634)

## Calendario
| Calendario 1694 | Calendario 1694 | Calendario 1694 | Calendario 1694 | Calendario 1694 | Calendario 1694 | Calendario 1694 | Calendario 1694 | Calendario 1694 | Calendario 1694 | Calendario 1694 | Calendario 1694 | Calendario 1694 | Calendario 1694 | Calendario 1694 | Calendario 1694 | Calendario 1694 | Calendario 1694 | Calendario 1694 | Calendario 1694 | Calendario 1694 | Calendario 1694 | Calendario 1694 | Calendario 1694 | Calendario 1694 | Calendario 1694 | Calendario 1694 | Calendario 1694 | Calendario 1694 | Calendario 1694 | Calendario 1694 | Calendario 1694 | Calendario 1694 |
| --------------- | --------------- | --------------- | --------------- | --------------- | --------------- | --------------- | --------------- | --------------- | --------------- | --------------- | --------------- | --------------- | --------------- | --------------- | --------------- | --------------- | --------------- | --------------- | --------------- | --------------- | --------------- | --------------- | --------------- | --------------- | --------------- | --------------- | --------------- | --------------- | --------------- | --------------- | --------------- | --------------- |
|                 | 1               | 2               | 3               | 4               | 5               | 6               | 7               | 8               | 9               | 10              | 11              | 12              | 13              | 14              | 15              | 16              | 17              | 18              | 19              | 20              | 21              | 22              | 23              | 24              | 25              | 26              | 27              | 28              | 29              | 30              | 31              |                 |
| Gennaio         | Ve              | Sa              | Do              | Lu              | Ma              | Me              | Gi              | Ve              | Sa              | Do              | Lu              | Ma              | Me              | Gi              | Ve              | Sa              | Do              | Lu              | Ma              | Me              | Gi              | Ve              | Sa              | Do              | Lu              | Ma              | Me              | Gi              | Ve              | Sa              | Do              |                 |
| Febbraio        | Lu              | Ma              | Me              | Gi              | Ve              | Sa              | Do              | Lu              | Ma              | Me              | Gi              | Ve              | Sa              | Do              | Lu              | Ma              | Me              | Gi              | Ve              | Sa              | Do              | Lu              | Ma              | Me              | Gi              | Ve              | Sa              | Do              |                 |                 |                 |                 |
| Marzo           | Lu              | Ma              | Me              | Gi              | Ve              | Sa              | Do              | Lu              | Ma              | Me              | Gi              | Ve              | Sa              | Do              | Lu              | Ma              | Me              | Gi              | Ve              | Sa              | Do              | Lu              | Ma              | Me              | Gi              | Ve              | Sa              | Do              | Lu              | Ma              | Me              |                 |
| Aprile          | Gi              | Ve              | Sa              | Do              | Lu              | Ma              | Me              | Gi              | Ve              | Sa              | Do              | Lu              | Ma              | Me              | Gi              | Ve              | Sa              | Do              | Lu              | Ma              | Me              | Gi              | Ve              | Sa              | Do              | Lu              | Ma              | Me              | Gi              | Ve              |                 |                 |
| Maggio          | Sa              | Do              | Lu              | Ma              | Me              | Gi              | Ve              | Sa              | Do              | Lu              | Ma              | Me              | Gi              | Ve              | Sa              | Do              | Lu              | Ma              | Me              | Gi              | Ve              | Sa              | Do              | Lu              | Ma              | Me              | Gi              | Ve              | Sa              | Do              | Lu              |                 |
| Giugno          | Ma              | Me              | Gi              | Ve              | Sa              | Do              | Lu              | Ma              | Me              | Gi              | Ve              | Sa              | Do              | Lu              | Ma              | Me              | Gi              | Ve              | Sa              | Do              | Lu              | Ma              | Me              | Gi              | Ve              | Sa              | Do              | Lu              | Ma              | Me              |                 |                 |
| Luglio          | Gi              | Ve              | Sa              | Do              | Lu              | Ma              | Me              | Gi              | Ve              | Sa              | Do              | Lu              | Ma              | Me              | Gi              | Ve              | Sa              | Do              | Lu              | Ma              | Me              | Gi              | Ve              | Sa              | Do              | Lu              | Ma              | Me              | Gi              | Ve              | Sa              |                 |
| Agosto          | Do              | Lu              | Ma              | Me              | Gi              | Ve              | Sa              | Do              | Lu              | Ma              | Me              | Gi              | Ve              | Sa              | Do              | Lu              | Ma              | Me              | Gi              | Ve              | Sa              | Do              | Lu              | Ma              | Me              | Gi              | Ve              | Sa              | Do              | Lu              | Ma              |                 |
| Settembre       | Me              | Gi              | Ve              | Sa              | Do              | Lu              | Ma              | Me              | Gi              | Ve              | Sa              | Do              | Lu              | Ma              | Me              | Gi              | Ve              | Sa              | Do              | Lu              | Ma              | Me              | Gi              | Ve              | Sa              | Do              | Lu              | Ma              | Me              | Gi              |                 |                 |
| Ottobre         | Ve              | Sa              | Do              | Lu              | Ma              | Me              | Gi              | Ve              | Sa              | Do              | Lu              | Ma              | Me              | Gi              | Ve              | Sa              | Do              | Lu              | Ma              | Me              | Gi              | Ve              | Sa              | Do              | Lu              | Ma              | Me              | Gi              | Ve              | Sa              | Do              |                 |
| Novembre        | Lu              | Ma              | Me              | Gi              | Ve              | Sa              | Do              | Lu              | Ma              | Me              | Gi              | Ve              | Sa              | Do              | Lu              | Ma              | Me              | Gi              | Ve              | Sa              | Do              | Lu              | Ma              | Me              | Gi              | Ve              | Sa              | Do              | Lu              | Ma              |                 |                 |
| Dicembre        | Me              | Gi              | Ve              | Sa              | Do              | Lu              | Ma              | Me              | Gi              | Ve              | Sa              | Do              | Lu              | Ma              | Me              | Gi              | Ve              | Sa              | Do              | Lu              | Ma              | Me              | Gi              | Ve              | Sa              | Do              | Lu              | Ma              | Me              | Gi              | Ve              |                 |